# Ishida Masatoshi (chính khách)
Ishida Masatoshi (石田 真敏) (sinh ngày 11 tháng 4 năm 1952) là chính khách người Nhật Bản, thành viên của Đảng Dân chủ Tự do Nhật Bản. Trước đây, ông từng giữ chức vụ làm Bộ trưởng Nội vụ và Truyền thông từ ngày 2 tháng 10 năm 2018 đến ngày 11 tháng 9 năm 2019.